# 화성의 타임슬립
화성의 타임슬립(Martian Time-Slip)은 미국의 SF소설가 필립 K. 딕의 1964년작 장편소설이다. 대한민국에는 필립 K. 딕 걸작선의 1권으로 출판되었다. 정체성과 다중 현실, 불안감과 편집증 등 딕 소설의 키워드를 중점으로 감상할 수 있다는 평을 받는다.

## 스토리
1994년 식민지 화성이 배경이다. 화성 식민지에는 인구 증가와 환경오염으로 한계에 다다른 지구를 떠난 사람들이 근근이 살아가고 있다. 조현증에 시달리던 과거의 아픔을 잊기 위해 수리공으로 일하며 살아가는 잭 볼렌은 우연하게 화성의 수자원노동조합장인 어니 코트를 위해 일하게 된다. 그리고 그의 생활 속으로 빨려 들어간다.